# Мозес, Паулус
Па́улус Мо́зес (англ. Paulus Moses; род. 4 июня 1978, Окапиа, Намибия) — намибийский боксёр, представитель лёгкой весовой категории. Выступает на профессиональном уровне начиная с 2002 года, владел титулом чемпиона мира по версии Всемирной боксёрской ассоциации (WBA), был претендентом на титул чемпиона мира по версии Всемирной боксёрской организации (WBO).

## Биография
Паулус Мозес родился 4 июня 1978 года в деревне Окапиа региона Омусати.
Дебютировал в профессиональном боксе в 2002 году, выиграв у своего соперника техническим нокаутом во втором раунде. Выступал преимущественно на территории Намибии, в течение первых трёх лет одержал четырнадцать побед подряд, не потерпев при этом ни одного поражения, в том числе завоевал титул панафриканского чемпиона в лёгком весе по версии Всемирной боксёрской ассоциации (WBA).
В 2006 году дважды защитил полученный чемпионский пояс. Несколько повысил свой статус, став интерконтинентальным чемпионом WBA — этот пояс так же защитил два раза.
Поднявшись в рейтинге WBA достаточно высоко, Мозес удостоился права оспорить титул чемпиона мира в лёгкой весовой категории, который на тот момент принадлежал японцу Юсукэ Кобори. Чемпионский бой между ними состоялся в январе 2009 года и продлился всё отведённое время — в итоге судьи единогласно отдали победу претенденту, и Мозес таким образом стал новым чемпионом мира.
Один раз защитил чемпионский титул, выиграв по очкам у другого японца Такэхиро Симады, однако во время второй защиты в мае 2010 года в шестом раунде был нокаутирован представителем Венесуэлы Мигелем Акостой, потерпев первое в карьере поражение и лишившись титула чемпиона.
Мозес продолжил активно выходить на ринг, одержал ещё три победы и вновь заслужил право побороться за титул чемпиона мира, на сей раз по версии Всемирной боксёрской организации (WBO). Чемпионский бой состоялся в Шотландии в марте 2012 года — действующий чемпион, шотландец Рики Бёрнс, не был сломлен и сохранил за собой пояс, выиграв единогласным судейским решением.
Позже Паулус Мозес всё же завоевал вакантный титул интернационального чемпиона WBO, взяв верх над южноафриканцем Кассиусом Балойи. Впоследствии дважды защитил этот титул, в том числе одержал победу над бывшим чемпионом мира из ЮАР Мзонке Фана. Далее участвовал в основном в рейтинговых боях и был лишён своего титула, так как достаточно долго его не защищал. В марте 2015 года вернул себе ставший вакантным титул WBO International, перебоксировав южноафриканца Малкольма Классена.
В 2016 году боксировал с Томпсоном Мокваной за титул временного чемпиона Африки, однако в результате непреднамеренного столкновения головами уже во втором раунде его соперник получил сильное рассечение — в результате бой остановили и признали несостоявшимся. В повторном поединке Мозес одолел Моквану по очкам и всё-таки забрал чемпионский пояс себе. Затем трижды защитил имеющийся у него титул чемпиона Африки.
16 февраля 2018 года проиграл бой за вакантное звание чемпиона мира WBO против мексиканца Раймундо Бельтрана.